# Prunus virens
Prunus virens là loài thực vật có hoa trong họ Hoa hồng. Loài này được (Wooton & Standl.) Shreve ex Sarg. miêu tả khoa học đầu tiên năm 1920.